# سيدني أوستين
سيدني أوستين (16 نوفمبر 1866 بسيدني في أستراليا - 9 سبتمبر 1932) (بالإنجليزية: Sydney Austin)‏ هو لاعب كريكت أسترالي. لعب مع فريق جنوب ويلز الجديد للكريكت ‏.

## وصلات خارجية
- سيدني أوستين على موقع إي آس بي آن كريك إنفو (الإنجليزية)